# Omphalotropis laevigata
Omphalotropis laevigata é uma espécie de gastrópode  da família Assimineidae.
É endémica de Guam.